# Alloproctoides simulans
Alloproctoides simulans är en mångfotingart som beskrevs av Marquet och Bruno Condé 1950. Alloproctoides simulans ingår i släktet Alloproctoides och familjen Lophoproctidae. Inga underarter finns listade i Catalogue of Life.